# انکا
انکا (به ترکی استانبولی: Enka) شرکت خوشه‌ای ساخت‌وساز ترکیه‌ای است، که در زمینه احداث نیروگاه، فرودگاه، راه‌سازی و اجرای زیرساخت‌های شهری و صنعتی فعالیت می‌کند. 
شرکت انکا در سال ۱۹۵۷ توسط شاریک تارا تأسیس شد و در حال حاضر بیش از ۴۰۰ پروژه ساخت‌وساز در ترکیه، کشورهای مستقل همسود، آفریقای شمالی و اروپا را اجرا نموده‌است.
دفتر مرکزی این شرکت در شهر استانبول، ترکیه قرار دارد و بخشی از سهام آن در بازار بورس استانبول معامله می‌شود.